# Hélène Bizot
Pour les articles homonymes, voir Bizot.
Hélène Bizot est une actrice française.
Active dans le doublage, elle est la voix française régulière de Naomi Watts et Rachael Taylor, ainsi qu'une des voix de Charlize Theron.
Dans l'animation japonaise, elle prête notamment sa voix à Trish dans l'adaptation de Devil May Cry (2007), ainsi que celle du Major Motoko Kusanagi dans plusieurs œuvres Ghost in the Shell depuis le courant des années 2000.
Présente dans de nombreux jeux vidéo, elle est notamment connue pour être la voix de Keira Metz dans The Witcher 3: Wild Hunt (2015). Elle est également la voix de Clara Lille dans Watch Dogs (2014), du gouverneur d'Hillys dans Beyond Good and Evil (2003), ou encore plus récemment, celle de Yuna dans Ghost of Tsushima (2020).

## Biographie
Elle alterne rôles au théâtre (La Perruche et le Poulet, au théâtre Déjazet...), tournages (La Taupe (TF1) , Assassinée (FR3)...) et doublages comme celui de Naomi Watts dans le film King Kong, réalisé par Peter Jackson ou encore de Rachael Taylor sur plusieurs séries télévisées.
Hélène Bizot est la productrice associée de la société Flics ou voyous productions, fondée avec le scénariste Michel Alexandre. Flics ou Voyous Productions produit le festival Police Paris New York Film Festival qui se déroule dans le quartier de Manhattan, à New York, ainsi que les soirées mensuelles de Réservoir Courts qui se tiennent dans le lieu emblématique du Réservoir.

### Formation
Hélène Bizot a été formée à l'école de théâtre Les Enfants Terribles, dirigée par Jean-Bernard Feitussi.

## Théâtre
- 2005 : Le Plus Heureux des trois d'Eugène Labiche, mise en scène Luq Hamet
- 2006-2007 : Un héritage pour deux de Duru, Busnach, Gastineau, mise en scène Luq Hamet
- 2007-2008 : Fin de terre de Georges de Cagliari, mise en scène Sara Veyron, Théâtre Clavel et Avant-Seine
- 2008 : La Perruche et le Poulet de Robert Thomas, mise en scène Luq Hamet, Théâtre Déjazet et tournée
- 2013 : Accalmies Passagères de Xavier Daugreilh, mise en scène Thierry Harcourt, tournée

## Filmographie

### Cinéma

#### Longs métrages
- 1999 : Je règle mon pas sur le pas de mon père de Rémi Waterhouse : Hôtesse Ibis
- 2009 : Victor de Thomas Gilou : La réceptionniste
- 2013 : Un p'tit gars de Ménilmontant d'Alain Minier : Agnès
- 2014 : Le Mystère des jonquilles de Jean-Pierre Mocky : Madame Ridier
- 2015 : Tu es si jolie ce soir de Jean-Pierre Mocky
- 2015 : Le Miroir d'Alice de Benoît Lelièvre, court métrage sélectionné au Festival des Hérault 2015
- 2017 : Votez pour moi de Jean-Pierre Mocky : Séverine Karabik
- 2025 : La Tournée de Florian Hessique

#### Courts métrages
- 2015 : Fanette de Sébastien Chamaillard : Cliente
- 2019 : Bel Ange de Franck Victor : Émilie

### Télévision
- 2001 : Sous le soleil: saison 6, épisode 24 : Au nom des pères de Lin Dao : Maëlys
- 2002 : Groupe flag d'Eric Summer : Julie
- 2002 : Le grand patron, épisode : Cas de conscience de Claudio Tonetti : Geneviève
- 2004 : Les Cordier, juge et flic, épisode : La rançon de Eric Summer : Responsable Poney-Club
- 2006 : La Crim', épisode : Mort d'homme de Eric Woreth : Élodie, l'infirmière
- 2007 : La Taupe de Vincenzo Marano : Cécile Feray
- 2008 : Le sanglot des anges : Médecin Julien
- 2013 : Assassinée de Thierry Binisti : Fabienne
- 2020 : Un si grand soleil de Olivier Szulzynger : Aude Poujol, mère d'Antonin (depuis l'épisode 371- )
- 2022 : Flippé de Théo Grosjean et Mothy : Mère de Théo, Anna-Maria

## Doublage

### Cinéma

#### Films
- Naomi Watts dans (24 films) :
  - Le Cercle (2002) : Rachel Keller
  - Le Cercle 2 (2005) : Rachel Keller
  - King Kong (2005) : Ann
  - Le Voile des illusions (2006) : Kitty Fane
  - Les Promesses de l'ombre (2007) : Anna Khitrova
  - Vous allez rencontrer un bel et sombre inconnu (2010) : Sally
  - Mother and Child (2010) : Elizabeth
  - Dream House (2011) : Ann Patterson
  - J. Edgar (2011) : Helen Gandy, la secrétaire de Hoover
  - The Impossible (2012) : Maria
  - My Movie Project (2013) : Samantha
  - Divergente 2 : L'Insurrection (2015) : Evelyn Johnson-Eaton
  - Demolition (2015) : Karen Moreno
  - About Ray (2015) : Maggie
  - Divergente 3 : Au-delà du mur (2016) : Evelyn Johnson-Eaton
  - Outsider (2016) : Linda
  - Opression (2016) : Mary Portman
  - The Book of Henry (2017) : Susan Carpenter
  - Le Château de verre (2017) : Rose Mary Walls
  - Vice (2018) : la présentatrice du journal
  - Luce (2019) : Amy Edgar
  - Penguin Bloom (2021) : Sam Bloom
  - Boss Level (2021) : Jemma Wells
  - Goodnight Mommy (2022) : Mère

- Charlize Theron dans (5 films) : 
  - Monster (2003) : Aileen Wuornos
  - Sleepwalking (2008) : Joleen
  - Albert à l'ouest (2014) : Anna Barnes-Leatherwood
  - Tully (2018) : Marlo
  - L'École du bien et du mal (2022) : Lady Leonora Lesso

- Rachael Taylor dans :
  - Transformers (2007) : Maggie Madsen
  - Red Dog (2011) : Nancy Grey
  - Gold (2016) : Rachel Hill

- Elisabeth Shue dans :
  - Piranha 3D (2010) : Julie Forester
  - Tous les espoirs sont permis (2012) : Karen la Barmaid
  - Death Wish (2018) : Lucy Kersey

- Andrea Savage dans :
  - The Dinner (2010) : Robin
  - Une vie ou l'autre (2022) : Tina
  - La Guerre des mondes (2025) : Sheila Jefferies

- Tanit Phoenix dans : 
  - Death Race 2 (2010) : Katrina Banks
  - Death Race: Inferno (2012) : Katrina Banks

- Nicki Aycox dans :
  - Retour mortel (2011) : Polly
  - L'Employeur (2013) : Maggie Jordan

- Maribel Verdú dans : 
  - The End (2012) : Maribel
  - L'un de nous doit mourir (2023) : Marta

- Amanda Peet dans :
  - Cet été-là (2013) : Joan
  - Arnaque à la carte (2013) : Trish Patterson

- Abigail Spencer dans : 
  - Le Monde fantastique d'Oz (2013) : May
  - This Is Where I Leave You (2014) : Jen

- Laura Haddock dans :
  - Les Gardiens de la Galaxie (2014) : Meredith Quill
  - Les Gardiens de la Galaxie Vol. 2 (2017) : Meredith Quill

- Linda Cardellini dans :
  - Avengers : L'Ère d'Ultron (2015) : Laura Barton
  - Le Fondateur (2016) : Joan Smith

- Shannon Woodward dans :
  - The Veil (2016) : Jill
  - Quand Charlie tombe amoureux (2019) : Liza

- Carey Mulligan dans :
  - The Dig (2021) : Edith Pretty
  - Saltburn (2023) : Pamela

- Jun Fubuki dans :
  - Fullmetal Alchemist : La vengeance de Scar (2022) : Pinako Rockbell
  - Fullmetal Alchemist : La dernière alchimie (2022) : Pinako Rockbell

- 1989[1] : Brouilles et Embrouilles : Sam (Maggie Wagner)
- 2009 : The Midnight Meat Train : Maya Jones (Leslie Bibb)
- 2009 : Hit and Run (2009) : Mary Murdock (Laura Breckenridge)
- 2011 : La Couleur des sentiments : Elizabeth Leefolt (Ahna O'Reilly)
- 2011 : Contagion : Louise (Simone Kessell)
- 2012 : End of Watch : l'officier Orozco (America Ferrera)
- 2012 : Gabe, un amour de chien : Sarah Walters (Boti Bliss)
- 2013 : Man of Steel : Lara Lor-Van (Ayelet Zurer)
- 2014 : Hercule : Atalante (Ingrid Bolsø Berdal)
- 2014 : Wild : Cheryl Strayed (Reese Witherspoon)
- 2015 : Monsieur Nounou : Helen Nielsen (Andrea Osvart)
- 2015 : Black Beauty : Kym (Sarah Ann Schultz)
- 2017 : Usurpation : Linda (Natalie Eva Marie)
- 2017 : Sweet Virginia (en) : Bernadette Barrett (Rosemarie DeWitt)
- 2018 : Doris : Lola (Astrid van Eck)
- 2018 : Venom : Maria (Melora Walters)
- 2019 : Charlie's Angels : Rebekah « Bosley » (Elizabeth Banks)
- 2019 : Snatchers : Kate Steinberg (J.J. Nolan)
- 2019 : 37 Seconds : Mai (Makiko Watanabe)
- 2020 : Société Secrète de la Royauté : la reine Catherine (Elodie Yung)
- 2020 : Palm Springs : Pia (Jacqueline Obradors)
- 2021 : Cosmic Sin : Sol Cantos (C. J. Perry)
- 2021 : Le Bar de la Tendresse : Dorothy Moehringer (Lily Rabe)
- 2021 : Compartiment n° 6 : Laura (Seidi Haarla)
- 2022 : Blacklight : Amanda Block (Claire van der Boom)
- 2022 : Colère divine : Mercedes (Mónica Antonópulos)
- 2022 : Fullmetal Alchemist : La dernière alchimie : Izumi Curtis (Haruhi Ryōga)
- 2022 : Les Nageuses : Mervat Mardini (Kinda Alloush)
- 2022 : Jeu dangereux : Héritage meurtrier (it) : Marie Betts (Laura Mennell)
- 2023 : Jung_E : Jung_E (Kim Hyun-joo)
- 2023 : Blood & Gold : Elsa (Marie Hacke)
- 2023 : Nos soirées gâteaux-bar (en) : Dr Mitchell (Rejma Gajjar)
- 2023 : Ma vie après toi 2 : Romina (Ana Maria Orozco)
- 2023 : Un homme d'action : Satur (Ana Polvorosa)
- 2023 : Awareness (en) : Adriana (Lela Loren)
- 2023 : Dumb Money : Yaara Plotkin (Olivia Thirlby)
- 2024 : Scoop : Amanda Thirsk (Keeley Hawes)
- 2024 : Face à la mer : L'Histoire de Trudy Ederle : Charlotte (Sian Clifford)
- 2024 : Si je tombe (en) : Koula (Lea Maleni)
- 2024 : L'Héritage (sv) : Natalia (Joanna Trzepiecińska (pl))
- 2024 : The Merry Gentlemen (en) : Jodie (Meredith Thomas (en))
- 2024 : Caddo Lake : Celeste (Lauren Ambrose)

#### Films d'animation
- 2000 : Couac, le vilain petit canard : Couac
- 2001 : Sakura Wars : Film : Sakura Shinguji
- 2001 : Le Voyage de Chihiro : voix additionnelles
- 2002 : Denis la Malice : La Croisière en folie : Liana
- 2003 : Direction Futur! : ?[2]
- 2004 : Appleseed : Deunan Knute
- 2005 : Fullmetal Alchemist: Conqueror of Shamballa : Izumi Curtis, Dietlinde Eckhart, Riza Hawkeye et Lyra
- 2006 : Ghost in the Shell: SAC Solid State Society : Motoko Kusanagi
- 2006 : La Traversée du temps : Makoto Konno
- 2006 : Shuriken School, le film : Eizan
- 2007 : Nocturna, la nuit magique : Tim et l'étoile polaire
- 2012 : Les Pirates ! Bons à rien, mauvais en tout : voix additionnelles
- 2012 : Berserk : L'Âge d'or 2 - La Bataille de Doldrey : la gouvernante de Charlotte
- 2013 : Berserk : L'Âge d'or 3 - L'Avent : Slan et la vieille femme
- 2021 : Riverdance : L'Aventure animée (en) : Margo

### Télévision

#### Téléfilms
- Gina Holden dans (8 téléfilms) :
  - Le Plus beau des cadeaux (2011) : Jilian
  - Un Noël plein d'espoir (2011) : Briony Adair
  - Le Projet Philadelphia : l'expérience interdite (2012) : Katheryn Moore
  - L'Amour en 8 leçons (2012) : Julie Owens
  - Les Secrets du passé (2016) : Rachel Davis
  - Chronique des rendez-vous désastreux (2016) : Allison
  - Liaison fatale avec un étudiant (2019) : Kathy
  - Le Rêve brisé de ma fille : l'île du scandale (2020) : Michelle

- Meredith Thomas dans (8 téléfilms) :
  - Une famille à tout prix ! (2020) : Ava
  - Ne dites rien à ma fiancée (2020) : Sherri
  - L'escroc qui m'a séduite (2021) : Kathy
  - Bébé en danger (2021) : Lynne
  - 9 mois de mensonges (2021) : Christine
  - Le Prix de la victoire (2022) : Diane
  - Amoureuse d'un meurtrier (2022) : Laura
  - Les fantômes de la maison Garland (2022) : Agnes

- Laurie Fortier dans (11 téléfilms) :
  - La vie cachée de mon mari (2019) : Karen
  - Une famille déchirée par les secrets (2019) : Sara Hillman
  - Je n'ai pas tué ma meilleure amie ! (2021) : Michelle
  - La vérité sur ma naissance (2021) : Angela Collins
  - Ma mère, mon sauveur (2021) : Eve
  - Le Prix de l'excellence (2021) : Katherine
  - Sugar baby malgré moi (2022) : Carla
  - La nounou en savait trop (2022) : Caroline
  - Le diable est ma patronne (2022) : Lisa Wolf
  - Un scandale dans l'équipe (2023) : Caroline
  - Prête à tout pour sauver mes parents (2023) : Sarah Gerard

- Andrea Bogart dans (5 téléfilms) :
  - Une menace sans visage (2018) : Julie
  - Un voisin qui vous veut du mal (2018) : Sarah
  - Le Jour où ma fille a été enlevée (2020) : Shannon
  - Un intrus dans les murs de ma maison (2023) : Sara
  - Le Secret de l'île (2023) : Beth

- Jennifer Finnigan dans (4 téléfilms) :
  - Trafic de bébés (2013) : l'inspecteur Nic Morrison
  - L'Ange de Noël (2015) : Susan Nicholas
  - Juste une promenade (2017) : Kristie
  - Destination Noël (2018) : Madison Lane

- Karen Cliche dans (4 téléfilms) :
  - Une mère diabolique (2017) : Jessica
  - Le Masque de l'innocence (2018) : Gloria Namm
  - Le Mari de ma boss (2021) : Margaret Coleman
  - Disparition au palace (2023) : Valeria Brandt

- Laura Mennell dans :
  - Une rencontre pour Noël (2013) : Rebecca
  - Amour versus glamour (2015) : Catherine
  - Maternal Instinct (2017) : Heather

- Julia Benson dans :
  - Ma vie rêvée ! (2014) : Sophie
  - Rencontre avec un vampire (2017) : Mme Karkadan
  - L'Internat de la honte (2022) : Carly

- Chiara Schoras dans :
  - Célibataire : mode d'emploi ! (2005) : Christina « Tina » Lenz
  - La symphonie de l'amour (2008) : Lotta Basalle

- Sunny Mabrey dans :
  - Régime fatal (2013) : Alex
  - Traquée par mon mari (2017) : Erin

- Kristy Swanson dans :
  - Un grand froid sur Noël (2015) : Judith Montgomery
  - Qu'est-il arrivé à ma fille ? (2017) : Kathrin

- Haley Webb dans :
  - Mensonges et manipulation (2018) : Linda Marshall
  - Une amitié toxique (2018) : Aya

- Natalie Brown dans (4 téléfilms) :
  - Dans les griffes de ma meilleure amie (2020) : Hope Carter
  - Ado rebelle ou criminelle ? (2020) : Rebecca Barton
  - La maison meurtrière (2023) : Leah Tomkins
  - La vengeance des victimes (2024) : Caris Carter

- 2003 : Herr Lehmann : Heidi (Annika Kuhl)
- 2007 : Perdus dans la tempête : Nurse (Val Pearson)
- 2008 : Pluie acide : Jenny (Sara Canning)
- 2009 : Irena Sendler : une histoire vraie : Irena Sendler (Anna Paquin)
- 2009 : À l'aube du dernier jour : Cynthia Mayfield (Holly Dignard)
- 2009 : L'Art d'aimer : Frances Shaw (Kathrin Kühnel)
- 2009 : Coup de foudre pour mon boss : Kim Kerner (Ivonne Schönherr)
- 2009 : Le Coeur à l'épreuve : Ella Pine (Bonnie Root)
- 2010 : Un amour dans les Highlands : Jennifer « Jenny » Porter (Henriette Richter-Röhl)
- 2010 : Un paradis à partager : Anita (Florencia Raggi)
- 2010 : Secrets de famille : Lara Darcie (Nicholle Tom)
- 2010 : Bella vita : Valerie Westhoven (Annalena Duken)
- 2010 : Une élève trop parfaite : Rachel (Boti Bliss)
- 2011 : J'ai détruit mon mariage : Zenya Ivanski (Krista Bridges)
- 2011 : Homevideo : Irina Moormann (Nicole Marischka)
- 2012 : Espoir mortel : Denise Landers (Sandrine Holt)
- 2012 : L'Arbre à souhaits : Clarissa Vance (Erica Cerra)
- 2012 : La Saison des amours : Beth Landon (Julie Mond)
- 2012 : Une star pour Noël : Tricia (Karissa Vacker)
- 2013 : Soirée filles : Jess (Oona Chaplin)
- 2013 : Un Noël sans fin : Dr Pamela Kidder (Molly Parker)
- 2013 : Cecelia Ahern - Zwischen Himmel und hier (sk) : Franziska (Julia Richter)
- 2014 : De retour vers Noël : Ali (Kelly Overton)
- 2014 : Noël à Manhattan : Imani (Shannon Kane)
- 2014 : Un berceau sans bébé : Dr Claire Holden (Connie Nielsen)
- 2014 : Au cœur des ténèbres : Cristine Cayle (Kristen Bush)
- 2014 : La fille du désert : Zilpah (Agni Scott)
- 2014 : Salting the Battlefield : Belinda Kay (Olivia Williams)
- 2014 : Le Mensonge de ma vie : Kim (Keegan Connor Tracy)
- 2014 : La Cerise sur le gâteau de mariage : Marcie Schlossberg (Laura Breckenridge)
- 2015 : Childhood's End : Les Enfants d'Icare : Ellie Stormgren (Daisy Betts)
- 2015 : Ballet Meurtrier : le capitaine LaSalle (Joanne Boland)
- 2015 : Prise au piège : Anna Bittner (Inka Friedrich)
- 2015 : En cavale pour Noël : Ashley Harrison (Meghan Ory)
- 2015 : Mon futur ex et moi : Annie (Jill Wagner)
- 2015 : Vendetta : Jocelyn (Kyra Zagorsky)
- 2016 : The Midwife 2 : Luise (Genija Rykova)
- 2016 : Confirmation : Shirley Wiegand (Erika Christensen)
- 2017 : Mon amour de toujours : Therese (Inez Bjørg David)
- 2017 : Une menace sur mes enfants : Danielle (Jenny Gabrielle)
- 2018 : Comme les Noëls de mon enfance : Amelia Hughes (Tori Anderson)
- 2018 : My Dinner with Hervé : Kathy Self (Mireille Enos)
- 2018 : Meurtres sous surveillance : Lindsay Porter (Julie McNiven)
- 2019 : Les enfants maudits : Une nouvelle famille : Heaven (Johannah Newmarch)
- 2020 : Escapade royale à Noël : Diane (Geraldine Leer)
- 2021 : Séduite par l'homme de ma fille : Sandra Sullivan (Torri Higginson)
- 2021 : Faux profil, vraie tueuse : Madelyn Ramos (Gina Simms)[3]
- 2022 : Werewolf by Night : Elsa Bloodstone (Laura Donnelly)
- 2022 : 72h pour survivre : Shannon Baker (CindyMarie Small)
- 2022 : Prête à tout pour un bébé : Monica Hunt (Christy Tate)
- 2022 : Ma meilleure ennemie de Noël : Trish Rivera (Kyle Richards)
- 2024 : Manipulée par un milliardaire : Charlotte (Aryè Campos)

#### Séries d'animation
(décembre 2022).
- 1998-2000 : Jay Jay le petit avion : Brenda et Tracy
- 2002 : Les Petits Bus : Stéphanie, Susan, Penny et voix additionnelles féminines
- 2005 : Zombie Hôtel : Blême (création de voix)
- 2005-2008 : Robotboy : Tommy Turnbull (création de voix)
- 2006 : L'Apprenti Père Noël : Nicolas (création de voix)
- 2006-2007 : Shuriken School : Eizan (création de voix)
- Afro Samurai : voix additionnelles
- Argento Soma : Guinevere Green
- Blue Gender : Jun
- Cosmo Warrior Zero : Marina Oki
- Cosmo Warrior Zero Gaiden : Marina Oki
- Delta State : Luna
- Devil May Cry, la série : Trish
- Ergo Proxy : Re-l Mayer
- Excel Saga : Anne Anzai (épisode 19)
- Fullmetal Alchemist : Izumi Curtis
- Fullmetal Alchemist: Brotherhood : Izumi Curtis et Pinako Rockbell (2e voix)
- Ghost in the Shell: Stand Alone Complex : Motoko Kusanagi
- Great Teacher Onizuka : Tomoko Nomura
- Ailes Grises : Nemu
- Last Exile : Sophia Forrester
- Le Petit Prince : Saphyra et Neige (création de voix, épisode Planète du Ludokaa)
- Martine : Sébastien (création de voix)
- Noir : Kirika Yūmura
- One Piece : Camie et Domino
- Les Sauvenature : Julien
- Serial Experiments Lain : Lain
- Submarine Super 99 : Ze Stroger et Yana
- The Garden of Sinners : Shiki Ryōgi
- 2017-2024 : Wakfu : Écho et une villageoise (création de voix)
- 2018-2020 : Baby Boss : Les affaires reprennent : Mme Buskie
- 2019 : Tom-Tom et Nana : Mme Lepoivre (création de voix)
- 2021-2023 : Horimiya : Iori Miyamura
- 2022 : The Boys présentent : Les Diaboliques :  Madelyn Stillwell
- depuis 2022 : Beavis et Butt-Head : voix additionnelles
- 2023 : Digman! (en) : Bella[n 1]
- 2023-2024 : Four Knights of the Apocalypse : Anne

#### Original video animation
- El Hazard : Nanami Jinnaï
- Interlude : Aya Watsuji, Mutsuki Saegusa
- Landlock :
- La Légende de Crystania : Irim

### Jeux vidéo
- 2003 : Beyond Good and Evil : le Gouverneur d'Hillys
- 2006 : Gothic 3 : ?
- 2006 : Tom Clancy's Splinter Cell: Double Agent : Enrica Villablanca[3]
- 2009 : League of Legends : Miss Fortune
- 2009 : Assassin's Creed II : voix additionnelles[3]
- 2010 : Fallout: New Vegas - Dead Money : Vera Keyes
- 2012 : Hitman: Absolution : Diana
- 2013 : BioShock Infinite : Rosalind Lutece
- 2013 : Batman: Arkham Origins : Copperhead
- 2014 : The Elder Scrolls Online : voix additionnelles
- 2014 : Watch Dogs : Clara Lille et voix additionnelles (DLC : Bad Blood)[3]
- 2015 : The Witcher 3: Wild Hunt : Keira Metz
- 2015 : Rainbow Six: Siege : Mira
- 2015 : Battlefield Hardline : Inspecteur Khai Minh Dao
- 2016 : Dishonored 2 : des civiles et des marchandes
- 2016 : Final Fantasy XV : voix additionnelles
- 2017 : Prey : les opérateurs militaires et l'IA de la combinaison
- 2017 : Dishonored : La Mort de l'Outsider : Eolina Rey, Teresia Cienfuegos et des marchandes
- 2017 : For Honor : la Sentinelle
- 2017 : Tom Clancy's Ghost Recon Wildlands : Midas
- 2017 : Star Wars Battlefront II : voix additionnelles
- 2018 : Far Cry 5 : Joey Hudson
- 2018 : Jurassic World Evolution : Dr Kajal Dua
- 2019 : Call of Duty: Modern Warfare : Rose
- 2020 : Final Fantasy VII Remake : voix additionnelles
- 2020 : Ghost of Tsushima : Yuna
- 2020 : Assassin's Creed Valhalla : Azar (DLC : La Colère des Druides)
- 2020 : World of Warcraft: Shadowlands : Ysera
- 2021 : Far Cry 6 : Miss Tilly
- 2021 : New World : divers personnages
- 2023 : Forspoken : Tanta Prav
- 2023 : Diablo IV : ?
- 2023 : Final Fantasy XVI : ?
- 2023 : Call of Duty: Modern Warfare III : ?
- 2023 : Flashback 2 : Aisha
- 2024 : Unknown 9: Awakening : ?
- 2024 : Star Wars Outlaws : ?
- 2025 : Doom: The Dark Ages : la sorcière

### Fiction audio
- X-Files - Deuxième partie (X-Files : Les nouvelles affaires non classées 2) (Audiolib, février 2018) :  Joanne Lafuente